# Gerhard Berthold
Gerhard Berthold (12 de marzo de 1891 - 14 de abril de 1942) fue un general alemán en la Wehrmacht de la Alemania Nazi durante la II Guerra Mundial que comandó varias divisiones. Fue condecorado con la Cruz de Caballero de la Cruz de Hierro. Berthold murió en combate el 14 de abril de 1942 en Zaytseva Gora, Rusia. Fue promovido póstumamente a Generalleutnant.

## Condecoraciones
- Broche de la Cruz de Hierro (1939) 2.ª Clase (15 de septiembre de 1939) & 1.ª Clase (1 de octubre de 1939)[1]
- Cruz de Caballero de la Cruz de Hierro el 4 de diciembre de 1941 como Generalmajor y comandante de la 31. Infanterie-Division[2]